# Hudson Square
Hudson Square est un quartier du Lower Manhattan, à New York, délimité approximativement par Clarkson Street au nord, Canal Street au sud, Varick Street à l'est et la rivière Hudson à l'ouest. Au nord du quartier se trouve Greenwich Village, au sud se trouve TriBeCa, et à l' est se trouvent South Village et SoHo. La zone, autrefois le site de la propriété coloniale nommée Richmond Hill, est devenue connue au 20e siècle sous le nom de Printing District et plus tard sous le nom de West SoHo, et au 21e siècle, elle reste un centre d'activité liée aux médias, y compris dans la publicité, le design, les communications et les arts.
Dans le quartier se trouve le célèbre quartier historique de Charlton–King–Vandam, qui contient la plus grande concentration de maisons en rangée de style fédéraliste et néo-grec construites au cours de la première moitié du XIXe siècle. La caractéristique la plus importante du quartier est l'entrée de Manhattan au Holland Tunnel. La structure la plus haute actuelle du quartier est l'hôtel en copropriété Dominick.

## Histoire
Lorsque George Washington dirigea la défense de New York contre les Britanniques en 1776, son quartier général était situé dans le domaine d'Abraham Mortier, à Richmond Hill, sur une élévation au sud-ouest de ce qui sont aujourd'hui les rues Charlton et Varick. L'une des premières utilisations connues du terme "New Yorker" dans un ouvrage publié se trouve dans une lettre qu'il a écrite depuis le Lower Manhattan.
Le quartier abritait le premier journal afro-américain aux États-Unis, appelé Freedom's Journal, édité par John Russwurm et Samuel Cornish du 16 mars 1827 au 28 mars 1829. Le journal a fourni des informations internationales, nationales et régionales sur les événements actuels et contenait des éditoriaux déclamant contre l'esclavage, le lynchage et d'autres injustices.

Une visiteuse anglaise, Fanny Trollope, dans son livre de 1832 Domestic Manners of the Americans, a décrit ses impressions sur Hudson Square à cette époque :
Hudson Square et ses environs sont, je crois, la partie la plus à la mode de la ville ; la place est belle, parfaitement bien plantée d'une grande variété d'arbres, et il ne manque que notre tonte fréquente et soigneuse pour la rendre égale à n'importe quelle place de Londres. La balustrade de fer qui entoure cette enceinte est aussi haute et aussi belle que celle des Tuileries, et cela donnera une idée du soin apporté à sa décoration, de savoir que le gravier des promenades était acheminé par des péniches de Boston, non pas comme lest, mais comme fret. 
Trinity Wall Street possède d'importants biens immobiliers commerciaux à Hudson Square.

Bureaux de Google dans Hudson Square en 2022

En 2013, le quartier a été rezoné pour permettre des bâtiments plus hauts. En juillet 2018, la Walt Disney Company a annoncé son intention de déplacer son siège social et ses opérations à New York à Four Hudson Square dans le cadre d'un accord de développement de 99 ans, sur un terrain appartenant à Trinity, dont la construction devrait commencer en 2020,. Le complexe – composé de deux 320 pieds (97,536 m) tours avec – devrait ouvrir en 2024. Par la suite, en décembre 2018, Google a annoncé qu'il construirait un bâtiment de 1 milliard de dollars et 1 700 000 pieds carrés (157 935,168 m2)   siège social dans trois bâtiments à Hudson Square, complétant son emplacement existant au 111 Huitième Avenue à Chelsea, d'ici 2020,, Google achèterait également le 550 Washington Street en 2021, un ancien terminal ferroviaire de fret à Hudson Square reconverti depuis en immeuble de bureaux. Parmi les autres entreprises situées dans le quartier de Hudson Square figurent Warby Parker (lunettes), Oscar Health (assurance maladie) et Harry's (rasoirs).

## Points d'interêts

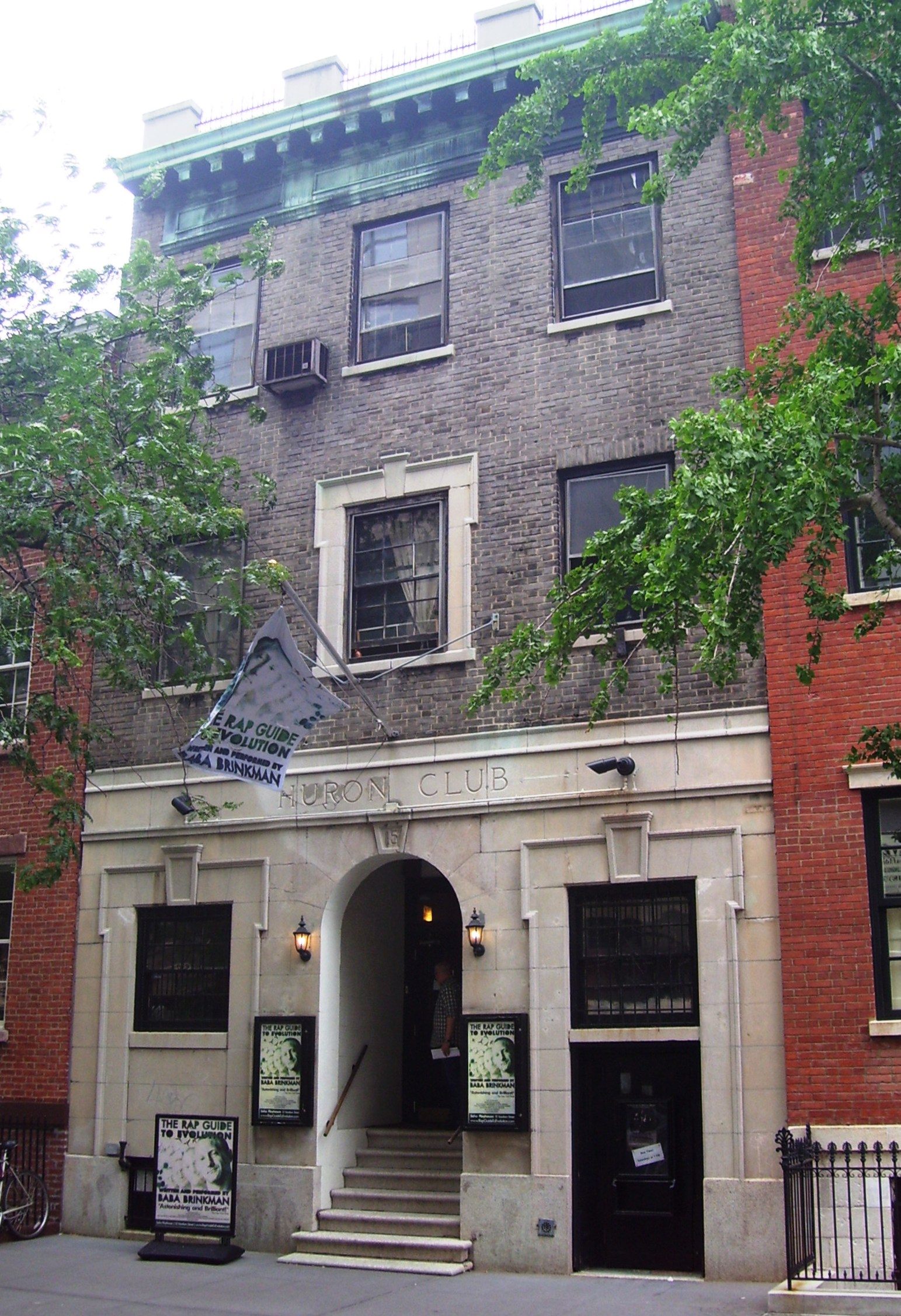
La salle de spectacle SoHo

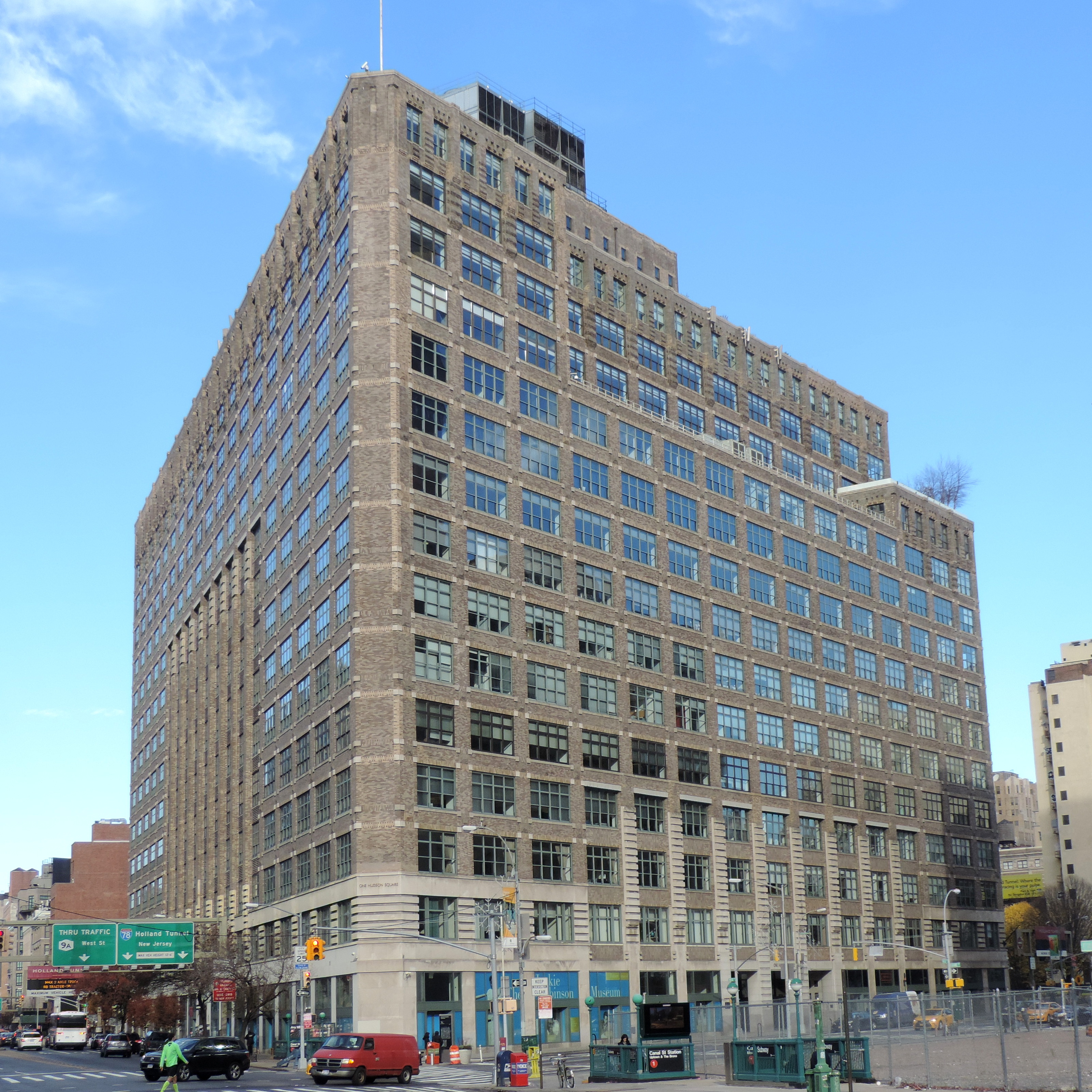
One Hudson Square, aux rues Canal et Varick

- L'Ear Inn [16] est l'un des plus anciens bars de New York, qui aurait été créé en 1817, construit par l'assistant de George Washington. Pendant la prohibition, c'était un bar clandestin, mais après il n'avait plus de nom. Elle était connue sous le nom de "La porte verte" par les marins et les débardeurs. En 1977, de nouveaux propriétaires résidents l'ont rebaptisé Ear Inn, un nom choisi pour éviter le long examen de tout nouveau panneau par la New York City Landmarks Preservation Commission. L'enseigne au néon "BAR" a été peinte pour lire EAR, d'après Ear Magazine, qui a été publié à l'étage[17].
- Le Holland Tunnel était le plus long tunnel sous-marin du monde au moment de son ouverture. Il a officiellement ouvert ses portes à minuit le 13 novembre 1927[18]. C'est toujours une traversée de la rivière Hudson très utilisée.
- Le Holland Plaza Building est un bâtiment industriel de 18 étages construit en 1929 et 1930, désigné monument de New York en 2013.
- Le New York City Fire Museum est situé au 278 Spring Street entre les rues Hudson et Varick.
- Le Paradise Garage était une discothèque remarquable dans l'histoire de la danse moderne et de la musique pop, ainsi que des cultures LGBT et des discothèques situées au 84 King Street[19],[20].
- Le SoHo Playhouse [21] au 15 Vandam Street se dresse sur un terrain qui était autrefois Richmond Hill, un manoir colonial qui a servi de quartier général au général George Washington et plus tard à Aaron Burr. Acheté à Burr en 1817, le terrain a ensuite été aménagé en maisons en rangée de style fédéraliste par le magnat de la fourrure John Jacob Astor. Le 15, rue Van Dam a été désigné au Huron Club, une maison de réunion et une boîte de nuit populaires pour le Parti démocrate. Le tournant du siècle a amené la machine Tammany Hall au Huron Club. Parmi les habitués éminents figuraient "Battery" Dan Finn et le tristement célèbre maire Jimmy " Beau James " Walker. Le rez-de-chaussée a été transformé en théâtre dans les années 1920 et, dans les années 1960, il a été transformé en Village South, qui abrite le Playwrights Unit Workshop sous la direction d'Edward Albee. La salle de spectacle sert maintenant de salle de 199 places hors de Broadway.
- Steinway & Sons a été fondée en 1853 par l'immigrant allemand Henry Engelhard Steinway dans un loft de Manhattan sur Varick Street[22].
- La radio publique de New York a des studios et des bureaux au 160 Varick Street.
- La salle de concert de la radio WQXR, le Greene Space, est située au 44 Charlton Street.

## Le transport
Le Hudson Square est accessible depuis 
- Métro de New York
  - la station Spring Street (en) des lignes  
  - la station Houston Street (en) de la ligne
- les lignes de bus  M20, M21 et M55 du MTA Regional Bus Operations.